# فرانچسکو اسکارپا
فرانچسکو اسکارپا (انگلیسی: Francesco Scarpa؛ زادهٔ ۱۸ ژوئن ۱۹۷۹) بازیکن فوتبال اهل ایتالیا است.
از باشگاه‌هایی که در آن بازی کرده‌است می‌توان به باشگاه فوتبال فوجا، باشگاه فوتبال سورنتو کالچو، و باشگاه فوتبال سالرنیتانا اشاره کرد.